# Pampoolah
Pampoolah är en ort i Australien. Den ligger i kommunen Greater Taree och delstaten New South Wales, i den sydöstra delen av landet, omkring 250 kilometer nordost om delstatshuvudstaden Sydney. Orten hade 423 invånare år 2021.
Närmaste större samhälle är Taree, nära Pampoolah. 